# 拉讓紅樹林國家公園
拉讓紅樹林國家公園是馬來西亞的國家公園，位於砂拉越的泗里街省，成立於2000年，面積107平方公里，有長鼻猴、犀鳥等野生動物棲息。